# Luanshya

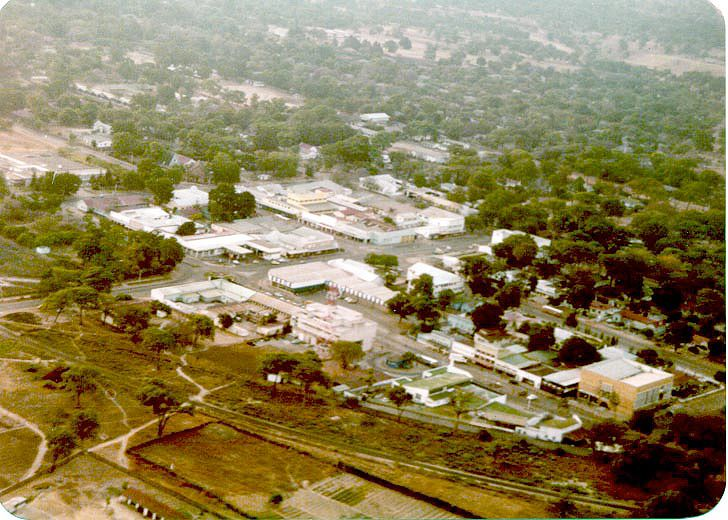
Foto över Luanshyas centrum på 1990-talet.

Luanshya är en stad i kopparbältet, benämnt Copperbelt i norra Zambia nära Ndola, 250 km norr om Lusaka. Luanshya grundades i början av 1900-talet av utforskaren och prospektören William Collier. Staden har en befolkning på 130 076 personer (2010).